# Olszyna (Laskowo)
Olszyna – część wsi Laskowo w Polsce, położona w województwie wielkopolskim, w powiecie obornickim, w gminie Rogoźno.
W latach 1975–1998 Olszyna należała administracyjnie do województwa pilskiego.
Koło Rogoźna znajdowało się miejsce straceń Olszyna.